# スポンティニアス・ミュージック・アンサンブル

## 見出しタイトル
スポンティニアス・ミュージック・アンサンブル（Spontaneous Music Ensemble、以下、SME）は、ロンドン南部のジャズ・ドラマーにしてトランペット奏者のジョン・スティーヴンスと、アルト&ソプラノ・サックス奏者のトレヴァー・ワッツによって、1960年代半ばに招集されたフリー・インプロヴィゼーションのミュージシャンたちによる緩やかな集合体であった。SMEのパフォーマンスとレコーディングは、スティーヴンスとワッツのデュオから、十数人以上の演奏者の集まりまで多岐にわたっている。

## 特徴
評論家のブライアン・オーレニック (Brian Olewnick)が書いているように、SMEは「非常にオープンな、リーダーがいないという側面があり、音楽家同士そばで耳を傾けることを考慮することを、たいへん重要視していました。サックス奏者のエヴァン・パーカーは、スティーヴンスが2つの基本的なルールを持っていることを理解していました。それは（1）他のミュージシャンの音が聞こえない場合は、さらに大音量で演奏する。（2）自分の奏でる音楽が他の人が奏でる音楽と定期的に交わっていない場合、なぜグループに参加しているのか?と問う。というものです。これが後に『昆虫の即興 (insect improv)』として知られるようになるものの開発につながりました。……それは、非常に静かでありながら非常に激しく、不整脈であり、概して無調である傾向の音楽です」。

## 略歴
SMEは、1966年1月にロンドンのリトル・シアター・クラブで、週6夜にわたる集中的なレジデンシーを開始し、翌月にファースト・アルバム『Challenge』をレコーディングした。
グループの歴史は大まかに2つの期間に分けることができる。ホーン指向の強い初期のアンサンブル（通常、ワッツ、サックス奏者のエヴァン・パーカーとトランペッターのケニー・ホイーラーを含むいくつかの組み合わせ）、そして後の弦楽器ベースのアンサンブルは、ギタリストのロジャー・スミス（ワッツが最初そうだったように、第2期SMEの中心人物となった）と、ヴァイオリニストのナイジェル・クームスとで構成された。移行点となったのは、カルテットによるアルバム『Biosystem』（1977年、Incus）で、これにはチェリストのコリン・ウッドもフィーチャーされていた。
デレク・ベイリー、ポール・ラザフォード、マギー・ニコルズ、デイヴ・ホランド、バリー・ガイ、ペーター・コヴァルト、ケント・カーターなど、無数の他のミュージシャンが長年にわたってSMEに関わり、通り過ぎていった。グループの最終形態は、スティーヴンス、スミス、およびサックス奏者のジョン・ブッチャーによるトリオであり、この構成はアルバム『A New Distance』（1994年）として記録を残している。
アメリカのフリー・ジャズやAMMのラディカルで抽象的な音楽に触発され、またアントン・ヴェーベルンやサミュエル・ベケット（スティーヴンスの2つの試金石）と同様に多様な影響を受けながら、SMEは少なくともジャズのサウンドをある程度維持していたが、後の弦楽器ベースのアンサンブルではジャズっぽくなくなっていった。
1994年のスティーヴンスの死により、SMEは終焉を迎えた。

## ディスコグラフィ

### アルバム
- Challenge (1966年、Eyemark Records)

メンバー：ケニー・ホイーラー、ポール・ラザフォード、トレヴァー・ワッツ、ブルース・ケイル、ジェフ・クライン、ジョン・スティーヴンス
- 『カリョウビン』 - Karyobin (1968年、Island)

メンバー：ジョン・スティーヴンス、エヴァン・パーカー、ケニー・ホイーラー、デレク・ベイリー、デイヴ・ホランド
- Frameworks (1968/1971/1973年、Emanem Records) ※様々なラインナップを収録

メンバー：ジョン・スティーヴンス、ノーマ・ウィンストン、トレヴァー・ワッツ、ケニー・ホイーラー、ポール・ラザフォード、ジュリー・ティペッツ、ロン・ハーマン
- John Stevens/Spontaneous Music Ensemble (1969年、Marmalade Records)

メンバー：ジョン・スティーヴンス、ケニー・ホイーラー、デレク・ベイリー、トレヴァー・ワッツ、ピーター・レマー、ジョニー・ダイアニ、マギー・ニコルズ、キャロルアン・ニコルズ、ペピ・レマー
- The Source - From and Towards (1971年、Tangent Records) ※1970年11月18日録音

メンバー：トレヴァー・ワッツ、レイ・ウォーレイ、ブライアン・スミス、ケン (sic)・ホイーラー、ボブ・ノーデン、クリス・パイン、ロン・マシューソン、マルシオ・マットス、ジョン・スティーヴンス
- So What Do You Think? (1971年、Tangent Records)

メンバー：ジョン・スティーヴンス、トレヴァー・ワッツ、ケニー・ホイーラー、デレク・ベイリー、デイヴ・ホランド
- Birds of a Feather (1971年、BYG Records)

メンバー：ジョン・スティーヴンス、トレヴァー・ワッツ、ロン・ハーマン、ジュリー・ティペッツ（ドリスコール）
- Bobby Bradford, John Stevens and the Spontaneous Music Ensemble Live Vols. 1 & 2 (1971年、Nessa Records)
- 1.2. Albert Ayler (1971年、Affinity)

メンバー：ジョン・スティーヴンス、トレヴァー・ワッツ、ロン・ハーマン、ジュリー・ティペッツ
- Face to Face (1973年、Emanem Records)

メンバー：ジョン・スティーヴンス、トレヴァー・ワッツ
- Quintessence (1973–1974年、Emanem Records)

メンバー：ジョン・スティーヴンス、トレヴァー・ワッツ、エヴァン・パーカー、デレク・ベイリー、ケント・カーター
- Biosystem (1977年、Incus)

メンバー：ジョン・スティーヴンス、ナイジェル・クームス、ロジャー・スミス、コリン・ウッド
- 『ホット・アンド・コールド・ヒーローズ』 - Hot and Cold Heroes (1980/1991年、Emanem Records)

メンバー：ジョン・スティーヴンス、ナイジェル・クームス、ロジャー・スミス
- A New Distance (1994年、Acta)

メンバー：ジョン・スティーヴンス、ジョン・ブッチャー、ロジャー・スミス
- 『ウィズドロール』 - Withdrawal (1966-7) (1997年、Emanem Records) ※1966年-1967年録音

メンバー：バリー・ガイ、エヴァン・パーカー、デレク・ベイリー